# Прапор Гощі
Прапор Го́щі — офіційний символ смт Гоща. Затверджений 29 липня 1997 року сесією Гощанської селищної ради.

## Опис
На квадратному жовтому полотнищі лапчастий червоний хрест, на якому три білі лілеї — одна над двома.

## Історія
У 1992 р. розроблено сучасну емблему Гощі (автор проєкту — Ю. Калюх). Знак становив собою фігурний вирізний щит у формі стилізованого хреста, завершеного вгорі зубцями замкової вежі. На червоному тлі були зображені три білі лілеї та дата «1152». Пізніше цей варіант доопрацьовано відповідно до геральдичних норм, а також розроблено проєкт прапора. У нових знаках поєднано герб князів Гойських — різновид гербу Кердея — та символ Волині.

## Автори
Автори — Ю. Я. Калюх, А. Гречило та Ю. П. Терлецький.